# Белайли, Юсеф
Мохамед Юсеф Белайли (араб. محمد يوسف بلايلي‎, 14 марта 1992) — алжирский футболист, выступающий на позиции левого вингера, игрок французского клуба «Аяччо» и сборной Алжира.

## Клубная карьера
Юсеф Белайли начинал свою карьеру футболиста в алжирском клубе «Бордж-Бу-Арреридж». 6 марта 2010 года он дебютировал в алжирской Лиге 1, выйдя на замену в домашнем поединке против команды «Эль-Эульма». Летом 2010 года Белайли перешёл в «МК Оран». 27 ноября того же года он забил свой первый гол на высшем уровне, ставший единственным и победным в домашнем матче с клубом «УСМ Алжир».
Летом 2012 года Белайли стал футболистом тунисского «Эсперанса», за который он отыграл следующие два года. В 2014 году он подписал контракт с алжирским «УСМ Алжиром». В сентябре 2015 года стало известно о двухлетней дисквалификации Белайли из-за положительной пробы на кокаин, взятой после матча Лиги чемпионов КАФ 7 августа того же года. В марте 2016 года ФИФА продлила её до четырёх лет, до 19 сентября 2019 года. В середине сентября 2017 года алжирец заключил соглашение с французским «Анже», но сыграл всего в одной кубковой игре, изредка выступая за резервную команду. Уже в январе форвард вернулся в «Эсперанс».
Сезон 2022/23 начал в составе «Бреста». 29 сентября 2022 года руководство «Бреста» объявило о расторжении с футболистом контракта, который был рассчитан до 30 июня 2023 года.
12 октября 2022 года перешёл в другой клуб Лиги 1 «Аяччо», подписав контракт до конца сезона 2022/23.

## Карьера в сборной
26 марта 2015 года Юсеф Белайли дебютировал в составе сборной Алжира, выйдя на замену в гостевом товарищеском матче против команды Катара.
Летом 2019 года Юсеф был вызван в состав своей национальной сборной на Кубок африканских наций в Египте. Во втором матче против Сенегала он на 49-й минуте забил гол, а его команда победила 1:0. В матче 1/8 финала его гол на 24-й минуте матча в ворота Гвинеи помог сборной переиграть соперника 3:0 и выйти в четвертьфинал.